# Equatorius africanus
Equatorius africanus je druh vyhynulých úzkonosých primátů, žijících ve středním miocénu (před 14 – 15,5 miliony let) na území dnešní Keni. Zachycen byl na ostrově Maboko na Viktoriině jezeře i na nedalekých lokalitách Ombo, Majiwa, Kaloma a Nyakach. Klíčový je rovněž objev na lokalitě Kipsaramon v pohoří Tugen hills u jezera Baringo. Jméno tohoto primáta je odvozeno z faktu, že veškeré ostatky byly zachyceny velmi blízko rovníku na africkém kontinentu.
Druh Equatorius africanus byl popsán v roce 1999 na základě nálezů z lokality Kipsaramon. Větší množství volně roztroušených zubů tu bylo na povrchu nalézáno již počátkem 90. let 20. století a relativně kompletní kostru Equatoria pak odhalil výzkum v letech 1993–1994. Kosti však byly hodně porušené, a proto jejich preparace v laboratořích Keňského národního muzea i následný průzkum zabraly mnoho času. Nález tak mohl být publikován právě až v roce 1999. Zároveň s prezentací nového primáta byly do druhu Equatorius africanus přesunuty i starší nálezy, určované do té doby jako Kenyapithecus africanus. Již v dřívějších dobách se totiž objevovaly pochyby, zda oba druhy rodu Kenyapithecus (stávající Kenyapithecus wickeri a zrušený Kenyapithecus africanus) nepatří k rozdílným rodům. Až do objevu v Kipsaramon však chyběly pro toto oddělení jistější podklady. Ačkoliv někteří odborníci rody Kenyapithecus a Equatorius považují za synonyma, většina je rozlišuje a pokládá rod Kenyapithecus za mírně pokročilejší.
Equatorius byl středně velký primát, dosahující váhy okolo 30 kg. Vyznačoval se silným pohlavním dimorfismem. Stavbou těla se příliš nelišil od větších primátů časného miocénu, například od zástupců rodu Proconsul. Jednalo se rovněž o stromového kvadrupedního tvora, ale podle utváření chodidel pravděpodobně trávil část života také přímo na zemi, nikoliv jen ve větvích.
Oproti časně miocenním primátům již měl stoličky opatřeny silnou vrstvou skloviny, což spolu s mikroskopickými stopami na zubech naznačuje konzumaci tvrdé, tuhé potravy (plody s tužší slupkou, hlízy, oddenky). Pohyb zčásti po zemi i tužší strava souvisí s předpokladem, že životním prostředím Equatoria už kvůli postupnému vysušování klimatu nebyly husté tropické lesy, ale sušší, otevřenější porosty.